# Espolón (zoología)

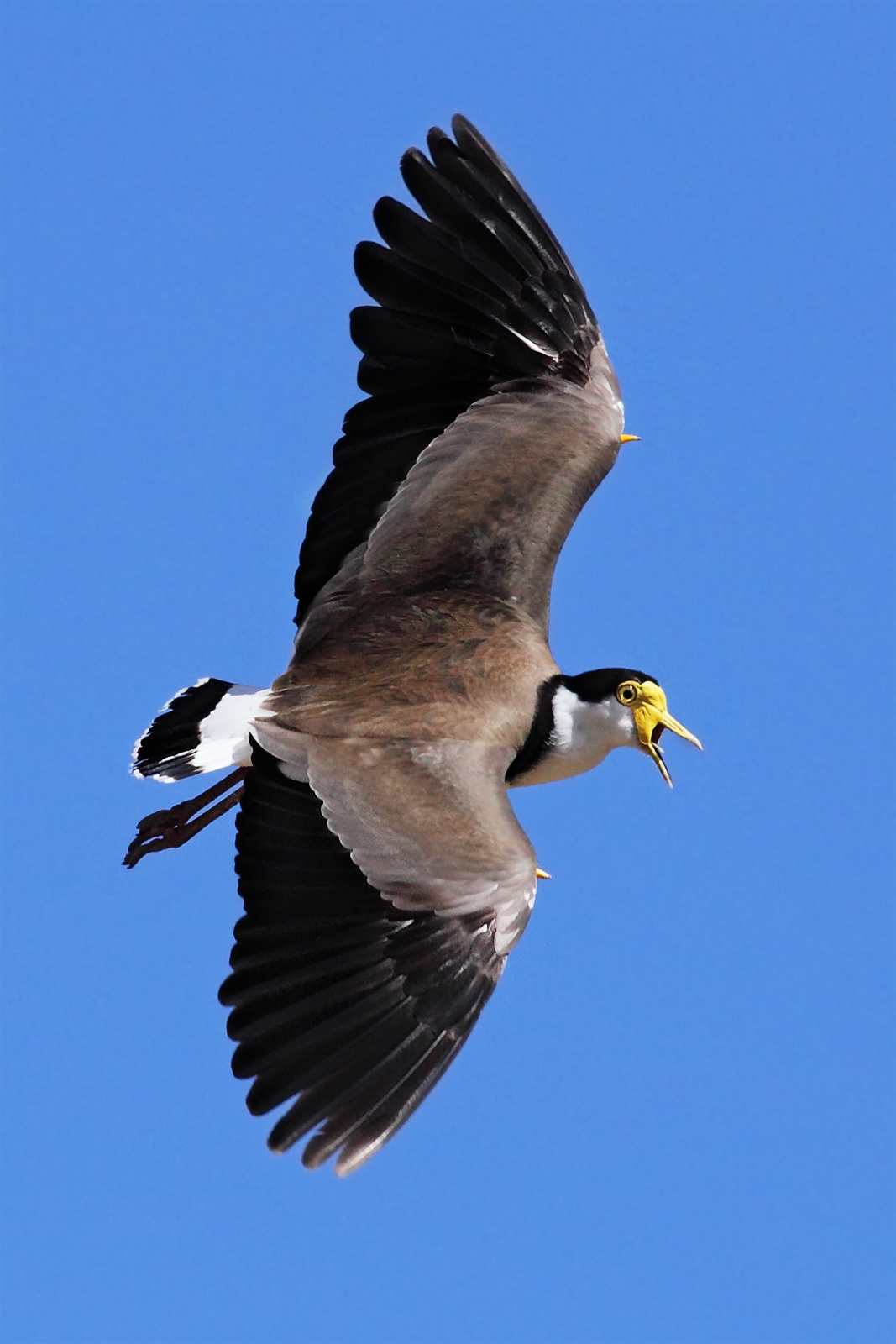
Avefría enmascarada (Vanellus miles) (a menudo llamada el chorlito de alas rectas) en vuelo con espolones de ala claramente visibles en el borde delantero de las alas.

Un espolón es un crecimiento de hueso cubierto por una vaina de cuerno que se encuentra en varias ubicaciones anatómicas en algunos animales. A diferencia de las garras o las uñas, que crecen desde la punta de los dedos de los pies, los espolones se forman de otras partes del pie, generalmente en conexión con las articulaciones donde los dedos de los pies se unen con el pie o el pie con los huesos largos. Las espuelas se encuentran más comúnmente en las patas traseras, aunque algunas aves poseen espuelas en el borde de ataque de las alas.

## Anatomía
Un espolón es muy parecido a un cuerno verdadero; es un núcleo óseo unido al esqueleto y tiene una capa córnea externa. Al igual que los cuernos, el espolón crece desde la base hacia afuera, por lo que la punta es más antigua que la base. Algunos espolones se forman como consecuencia de un hueso existente, aunque la mayoría se forman de forma secundaria como hueso dérmico articulado al esqueleto a través de una articulación semirrígida. Las espuelas en las patas traseras no parecen mudar, pero las espuelas de las aves se mudan una vez al año junto con las plumas de las alas.
A diferencia de las garras, las espuelas normalmente son rectas o solo ligeramente curvadas, lo que las hace adecuadas para golpear o apuñalar. En aves y mamíferos, su función parece ser la lucha, la defensa y el marcado del territorio, en lugar de la depredación. En los reptiles, los espolones usualmente solo se encuentran en los machos y se usan para sostener a los hembras o para estimular a la hembra durante la copulación.

## Reptiles
El término espuela se usa a veces para describir el espolón pélvico, extremidades vestigales que se encuentran en serpientes primitivas, como boas y pitones, y en el lagarto sin patas a rayas. Los espolones sirven principalmente como sostenes durante el apareamiento. Como estos se forman en el extremo terminal de la extremidad, pueden ser garras en lugar de espolones verdaderos.

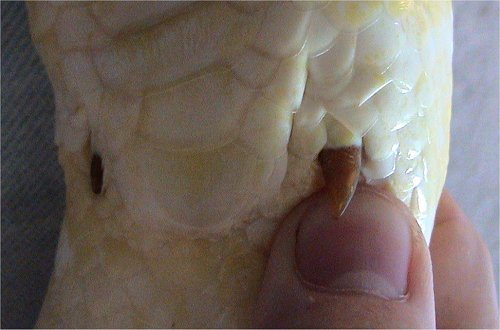
Vista externa de los espolones anales en un pitón birmano albino (Python bivittatus) macho

Los Boidae (boas) y pythonidae (pitones) poseen espolones pélvicos o anales a cada lado de su cloaca.. Estos espolones tienen un alto grado de movilidad y pueden ser movidos por la musculatura apropiada desde su posición normal acostada a lo largo y contra el cuerpo, en un plano perpendicular para parecerse a las patas en miniatura. Los espolones pélvicos generalmente se mantienen en la posición "erecta" y son utilizados por el macho (al menos) para estimular a la hembra. Durante el apareamiento, el macho tiene una tendencia a cavar sus espolones pélvicos en el cuerpo de la hembra. Mientras se arrastra sobre la hembra, los espolones del macho rasguñan la superficie de la serpiente hembra a menudo produciendo un claro sonido de rasguño. En otras ocasiones, las espuelas del macho se moverán rápidamente hacia adentro y hacia afuera, hacia arriba y hacia abajo, nuevamente para estimular a la serpiente hembra. Esto apoya la teoría de que los espolones pélvicos tienen un papel sexual. En al menos una especie, la Boa de Madagascar (Sanzinia madagascariensis ), las espuelas también se usan en combate donde se erigen perpendiculares al cuerpo y se flexionan vigorosamente contra las escalas del oponente. Se ha afirmado que los espolones pélvicos son partes retenidas de la faja pélvica y son patas traseraspequeñas y vestigiales. Sin embargo, también se ha afirmado que los espolones son escalas modificadas y no parecen estar vinculados a ninguna estructura ósea.
Los espolones machos de apareamiento también se encuentran en la mayoría de las especies del género camaleón Chamaeleo. Un espolón tarsal se puede encontrar en la parte posterior de las patas traseras en camaleones con velo masculino. Esto está presente al nacer y crece con la edad. Se ha afirmado que se utilizan en la cría. En el lagarto sin patas rayado, los machos pueden distinguirse externamente de las hembras por espuelas debajo de cada colgajo de la extremidad posterior. Estas aletas se han descrito como "... extremidades traseras muy reducidas.
Algunas tortugas en el género Testudo también tienen espolones, aunque se forman en el fémur en lugar del pie. A diferencia de otros espolones, no tienen una función obvia. En la tortuga de muslo recto (Testudo graeca ), tanto machos como hembras tienen espolones. En una tortuga relacionada, la tortuga de Hermann (Testudo hermanni ), ni el macho ni la hembra tienen espolón en el muslo, pero ambos tienen un espolón en la punta de la cola, que es más grande en el macho.

## Aves
La mayoría de las aves tienen cuatro dedos. Los primeros puntos apuntan hacia atrás en la mayoría de las especies, mientras que los dígitos segundo, tercero y cuarto apuntan hacia adelante. El quinto dedo se pierde completamente, excepto en algunas aves donde se ha convertido en un espolón. Varias aves tienen espolones en sus pies o piernas, generalmente formadas a partir de la parte inferior del hueso tarsometatarsiano. Las más conocidas son las espuelas del pollo, aunque la mayoría de las aves galliformes tienen espuelas. Las espuelas se encuentran principalmente en los machos y se usan en la competencia de apareamiento o en la defensa del territorio. Algunas aves tienen espolones en las alas en lugar de las patas. Estos se encuentran principalmente en ambos sexos y probablemente tienen otras funciones, posiblemente defensa.
Los pollos domésticos tienen espoletas metatarsianas que se proyectan desde el eje del metatarso en un ángulo de aproximadamente 90 grados y están apuntadas posteromedialmente a aproximadamente 45 grados. Se colocan entre los tercios medio y distal del metatarso. Tanto las gallinas como los gallos pueden desarrollar espolones, pero son más comunes y generalmente más grandes y mejor desarrollados en los gallos. Pavos domésticos y salvajes.También tienen espuelas metatarsianas. En el pavo salvaje, los espolones continúan creciendo a lo largo de la vida y se vuelven más largos y agudos. La longitud del espolón generalmente se considera la característica más confiable para determinar la edad de los machos salvajes. También hay diferencias en la longitud del estímulo entre las diferentes subespecies, probablemente debido a las diferencias de hábitat.Los pavos ocelados suelen tener los espolones más largos; por lo general, viven en pantanos y áreas con tierra suave y pocas rocas, por lo que no se desgastan de las puntas. Contrariamente a esto, las subespecies occidentales, como la de Merriam, a menudo viven en áreas rocosas, lo que generalmente significa que incluso las aves muy viejas tendrán espolones que se han desgastado a menos de 2.5 cm de largo. Durante el apareamiento en gallinas y pavos domesticados, las garras y las espuelas del macho a menudo pueden rayar y lesionar la espalda y los hombros de la hembra. Para evitar esto, las hembras a veces están equipadas con "sillines" para protegerlas.
El ganso de alas rectas (Plectropterus gambensis), el más grande de las aves acuáticas de África, tiene espolones carpianosprominentes. que no son visibles cuando las alas están plegadas. El espolón es una extensión de la radial: uno de los dos huesos del carpo distales. Por lo tanto, tiene un origen completamente novedoso en comparación con los espolones y los picos vistos en Anhimidae otras aves acuáticas. Es una estructura robusta y cónica que normalmente es ovalada en sección transversal, pero en algunos individuos están presentes quillas afiladas en el espolón. El nombre del género, Plectropterus, es del griego plektron, "espolón de un gallo" y pteron, "plumas" o "alas". Se ha afirmado que el espolón se utiliza en defensa contra los depredadores aunque también se han descrito como "armas especialmente eficaces", lo que hace a esta especie "la más peligrosa de todas las aves acuáticas". Cuando está perturbado, el macho a menudo extiende ambas alas sobre la espalda de la manera habitual de un pájaro que se estira. Este comportamiento pone en vista los espolones y los parches de ala blanca, y posiblemente puede funcionar como una simple pantalla de amenaza. También se ha afirmado que se sabe que otras especies de aves luchan al golpearse entre sí con sus alas; algunos, incluidos los gritones, los avellanas y los gansos de alas rectas, "han evolucionado espuelas para aumentar el daño que pueden causar".
Los gritones (Anhimidae) tienen dos picos grandes en el carpometacarpus. El más grande emerge del proceso extensor, y un ramal ubicado más distalmente crece cerca del final del metacarpiano principal. En el chicagüire (Chauna chavaria) las espigas tienen una sección transversal ovalada, pero en el gritón sureño (Chauna torquata) hay una quilla afilada a lo largo del borde proximal de la espiga y en el gritón cornudo (Anhima cornuta) Las puntas son triangulares en sección transversal con tres quillas afiladas.
En el gritón de cuello negro, la espiga proximal puede tener una longitud de 4,5-4,7 cm, pero en el gritador cornudo masculino puede alcanzar los 6,1 cm de longitud.
Las espuelas del carpo también están presentes en el pato torrente (Merganetta armata). Estos son diferentes de los espolones carpianos del ganso de alas rectas, ya que son soportados en el proceso extensor. El espolón de pato torrente tiene una base robusta y se reduce rápidamente a un punto. Las espuelas suelen ser más grandes y más puntiagudas en los machos que en las hembras (0.9-1.7 cm en comparación con 0.6-1.3 cm). El nombre de la especie para el pato significa "armado", lo que sugiere que fue nombrado específicamente por sus espuelas.

## Mamíferos

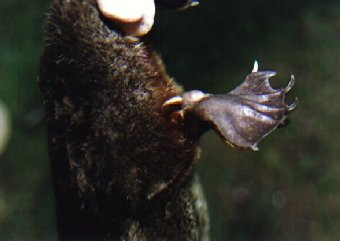
El espolón del calcáneo encontrado en el miembro posterior del ornitorrinco masculino se utiliza para administrar el veneno.

Las espuelas son poco comunes en los mamíferos. El ornitorrinco masculino ha desarrollado espuelas en los talones de sus patas traseras. Los espolones son huecos y están conectados a una glándula venenosa, lo que permite al ornitorrinco dar una patada muy dolorosa tanto en competiciones de apareamiento como en defensa. Espuelas similares, pero no venenosas, se encuentran en las Tachyglossidae. Se han encontrado espuelas similares en los fósiles de varios mamíferos tempranos, y es posiblemente la condición primitiva en los mamíferos en general.
Los canguros de cola de clavo (género Onychogalea ), como se indica por su nombre común, poseen un espolón en el extremo de sus colas. El lémur macho de cola anillada (Lemur catta) tiene espuelas utilizadas para hacer marcas territoriales visuales / olfativas. Tanto los machos como las hembras tienen una glándula de olor en el antebrazo interno (antebraquial), aproximadamente 25 cm por encima de la articulación de la muñeca; sin embargo, en los machos, esto está cubierto por un espolón. En un comportamiento conocido como "marcado de estímulo", agarran el sustrato, generalmente un pequeño retoño, y arrastran el espolón sobre él, cortando la madera y extendiendo las secreciones de la glándula. Cuando están en el suelo, los lémures de cola anillada marcan preferentemente pequeños árboles jóvenes y cuando están altos en los árboles, generalmente marcan pequeñas ramas verticales. El espolón crece con la edad y parece desarrollarse a partir de las secreciones de la glándula subyacente, que puede tener hasta 1,000 pequeños conductos que se conectan a través de la piel.